# Michael Bay
Michael Benjamin Bay (ur. 17 lutego 1965 w Los Angeles) – amerykański reżyser i producent filmowy. Zasłynął jako twórca wysokobudżetowych filmów akcji, takich jak: Transformers, Armageddon, Twierdza, Pearl Harbor, Bad Boys, czy Bad Boys II. Jest właścicielem wytwórni Propaganda Films oraz współzałożycielem spółki produkcyjnej Platinum Dunes. Wszystkie jego filmy przyniosły łącznie ponad 2,3 mld dolarów dochodu, co czyni go jednym z najbardziej dochodowych reżyserów filmowych w historii.

## Życiorys

### Młodość
Bay urodził się w Los Angeles, gdzie był wychowany przez przybranych rodziców – Harriet była właścicielką księgarni i psychologiem dziecięcym, Jim księgowym. Dziadek natomiast pochodził z Rosji i był Żydem. Gdy był młodym mężczyzną, Bay zaczął szukać swoich biologicznych rodziców; odnalazł swoją biologiczną matkę, a jego poszukiwania biologicznego ojca wskazywały na reżysera Johna Frankenheimera; jednak testy genetyczne wykazały później, że Bay nie był jego synem.
W Santa Monica Bay uczęszczał do ekskluzywnej szkoły Crossroads School i już wtedy przejawiał zainteresowanie filmami akcji. On sam początków tej fascynacji dopatruje się w pewnym zdarzeniu z dzieciństwa, kiedy jako chłopiec przywiązał fajerwerki do zabawkowego pociągu i odpalił, a następnie całe zdarzenie sfilmował 8 mm kamerą. Ponieważ przy okazji wywołał pożar i musiała interweniować straż pożarna, za karę został uziemiony w domu.

### Początki kariery
Z przemysłem filmowym po raz pierwszy zetknął się w wieku 15 lat, kiedy odbywał praktyki u George’a Lucasa. Zajmował się segregowaniem scenorysów do filmu Poszukiwacze zaginionej Arki. Na ich podstawie uznał, że będzie to coś okropnego, ale gdy zobaczył gotowy film w kinie był pod takim wrażeniem, że również postanowił zostać reżyserem. W 1986 roku ukończył Wesleyan University w Middletown w Connecticut, gdzie był członkiem bractwa Psi Upsilon. Później studiował jeszcze film w Art Center College of Design w Pasadenie.
Dwa tygodnie po zakończeniu szkoły rozpoczął pracę w przedsiębiorstwie Propaganda Films, gdzie zajmował się reżyserią reklam i wideoklipów. W 1992 roku jego pierwsza ogólnokrajowa reklama nakręcona dla Czerwonego Krzyża zdobyła nagrodę Clio Award. W kolejnym roku zajął się kampanią reklamową dla California Milk Processors Board. Z powodzeniem realizował również wideoklipy m.in. dla Tiny Turner i Lionela Richiego.

### Sukcesy filmowe
Sukcesy Baya przyciągnęły uwagę dwójki producentów filmowych: Jerry’ego Bruckheimera i Dona Simpsona, którzy postanowili powierzyć mu reżyserię filmu Bad Boys. Był to jego pierwszy pełnometrażowy film, w którym główne role grali Will Smith i Martin Lawrence. Zdjęcia rozpoczęły się w 1994 roku w Miami, a w kolejnym roku obraz wszedł do kin. Kosztujący 19 milionów dolarów film odniósł ogromny sukces i zarobił łącznie 141 milionów, co umocniło pozycję Baya w filmowym świecie i zaowocowało trwałą współpracą z Jerrym Bruckheimerem.
W 1996 roku Bay nakręcił przebojową Twierdzę z Seanem Connerym, Nicolasem Cage’em i Edem Harrisem w rolach głównych. Był to drugi film zrealizowany dla producentów Bruckheimer/Simpson, jednak pięć miesięcy przed jego premierą Simpson zmarł, więc obraz zadedykowano jego pamięci. Produkcja nie tylko odniosła sukces komercyjny, ale też zdobyła kilka nagród i nominacji, w tym do Oscara.
W 1998 roku ponownie ze współpracy z Bruckheimerem, wyreżyserował sensacyjno-przygodowy Armageddon, którego był także współproducentem. Film otrzymał cztery nominacje do Oscara, w tym za najlepszy dźwięk, najlepszy montaż dźwięku, najlepsze efekty specjalne oraz najlepszą piosenkę. Z budżetem wynoszącym 140 milionów dolarów był jednym z najdroższych obrazów 1998 roku, ale łącznie na całym świecie zarobił 553 miliony.
Kolejnym przedsięwzięciem Baya był wysokobudżetowy Pearl Harbor (2001), który także otrzymał cztery nominacje do Oscara, w tych samych kategoriach co poprzednio, z czego zdobył jedną statuetkę w kategorii najlepszy montaż dźwięku. Bay osobiście wyreżyserował także wideoklip do piosenki „There You'll Be” wykonywanej przez Faith Hill.
W 2003 roku razem z Willem Smithem i Martinem Lawrence’em nakręcił Bad Boys II, który przyniósł prawie dwukrotnie większe zyski niż część pierwsza. Dwa lata później zrealizował film Wyspa z Ewanem McGregorem i Scarlett Johansson. Była to jego pierwsza produkcja bez udziału Jerry’ego Bruckheimera. I choć kosztujący 126 milionów dolarów film zarobił w Stanach Zjednoczonych 46 mln, a na świecie 172 mln dolarów, Bay oznajmił, że nie był zadowolony z kampanii marketingowej w USA, a widzowie mogli być zdezorientowani co do jego prawdziwej istoty.

### Seria Transformers

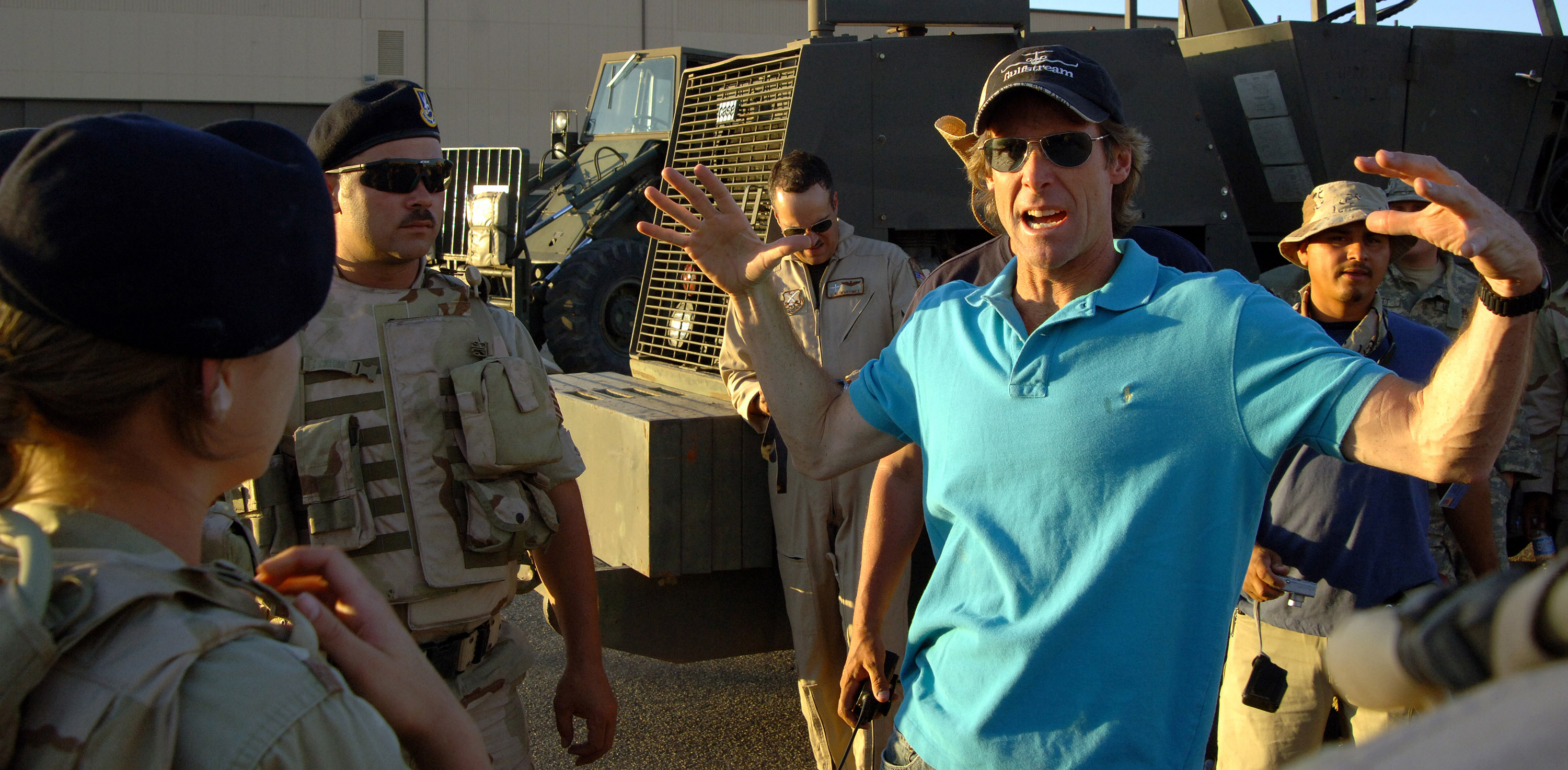
Michael Bay na planie filmu Transformers (2006)

W 2007 nawiązał współpracę ze Stevenem Spielbergiem, z którym wyprodukował film Transformers. Produkcja odniosła olbrzymi sukces i zarobiła na całym świecie ponad miliard dolarów, z czego 300 mln w Stanach Zjednoczonych.
Dwa lata później Bay wyreżyserował kontynuację: Transformers: Zemsta upadłych, która przyniosła blisko 830 mln dolarów i była jednym z najbardziej dochodowych filmów 2009 roku. Sukces komercyjny nie przełożył się jednak na pochlebne recenzje krytyków, które w większości przypadków były negatywne, a nawet złośliwe. Rok później produkcja otrzymała siedem nominacji do Złotej Maliny, z czego zdobyła trzy (najgorszy film, najgorszy reżyser oraz najgorszy scenariusz). Mimo to film, zaraz po Sadze Zmierzch, był najlepiej sprzedającym się obrazem wydanym na DVD i Blu-ray w 2009 roku.
W 2011 roku powstała trzecia część Transformerów, która, podobnie jak poprzednia część, odniosła sukces finansowy, ale otrzymała kiepskie recenzje i nominacje do Złotej Maliny.
W lutym 2012 roku wytwórnia Paramount Pictures ogłosiła, że Bay zajmie się reżyserią czwartej części serii Transformers. Premiera kosztującego blisko 200 milionów dolarów obrazu Transformers: Wiek zagłady odbyła się w czerwcu 2014 roku i w ciągu zaledwie kilku dni się zwróciła, zarabiając ponad 300 milionów dolarów. Została też jak na razie najsłabiej oceniona przez krytyków.

### Inne projekty
Pomiędzy trzecią i czwartą częścią Transformerów, Bay zrealizował „niewielki” film Sztanga i cash, nad którym pracował kilka lat. Jego fabuła oparta była na prawdziwej historii opisanej w gazecie Miami Herald przez Pete’a Collinsa i dotyczyła grupy kulturystów organizujących napady.

## Nagrody
W roku 1995 Bay otrzymał nagrodę Amerykańskiej Gildii Reżyserów dla Najlepszego Reżysera Reklam. Pięć razy nominowano go jednak do Złotej Maliny i dwa razy ją otrzymał.

## Inspiracje
Na zainteresowanie Baya show-biznesem miało wpływ wiele czynników. Reżyserzy, których wymienia jako autorów najważniejszych dla niego inspiracji, to m.in. Steven Spielberg, James Cameron, Stanley Kubrick, George Lucas oraz bracia Coen.

## Filmografia

### Reżyseria

#### Filmy pełnometrażowe
- 1995: Bad Boys
- 1996: Twierdza (The Rock)
- 1998: Armageddon
- 2001: Pearl Harbor
- 2003: Bad Boys II
- 2005: Wyspa (The Island)
- 2007: Transformers
- 2009: Transformers: Zemsta upadłych (Transformers: Revenge of the Fallen)
- 2011: Transformers 3 (Transformers: Dark of the Moon)
- 2013: Sztanga i cash (Pain & gain)
- 2014: Transformers: Wiek zagłady (Transformers: Age of Extinction)
- 2016: 13 godzin: Tajna misja w Benghazi (13 Hours: The Secret Soldiers of Benghazi)
- 2017: Transformers: Ostatni rycerz (Transformers: The Last Knight)
- 2019: 6 Underground
- 2022: Ambulans (Ambulance)

#### Wideoklipy
- 1991: „I Touch Myself”, Divinyls
- 1992: „Love Thing”, Tina Turner
- 1992: „Do It to Me”, Lionel Richie
- 1992: „You Won't See Me Cry”, Wilson Phillips
- 1993: „I’d Do Anything for Love (But I Won’t Do That)”, Meat Loaf
- 1994: „Rock ’n’ Roll Dreams Come True”, Meat Loaf
- 1994: „Objects in the Rear View Mirror May Appear Closer Than They Are”, Meat Loaf
- 1997: „Falling in Love (Is Hard on the Knees)”, Aerosmith
- 2001: „There You'll Be”, Faith Hill

### Produkcja
- 2003: Teksańska masakra piłą mechaniczną (The Texas Chainsaw Massacre)
- 2005: Amityville (The Amityville Horror)
- 2006: Teksańska masakra piłą mechaniczną: Początek (The Texas Chainsaw Massacre: The Beginning)
- 2007: Autostopowicz (The Hitcher)
- 2009: Horsemen – jeźdźcy Apokalipsy (Horsemen)
- 2009: Nienarodzony (The Unborn)
- 2009: Piątek, trzynastego (Friday the 13th)
- 2010: Koszmar z ulicy Wiązów (A Nightmare on Elm Street)
- 2011: Jestem numerem cztery (I Am Number Four)
- 2013: Noc oczyszczenia (The Purge)
- 2014: Noc oczyszczenia: Anarchia (The Purge: Anarchy)
- 2014: Wojownicze Żółwie Ninja (Teenage Mutant Ninja Turtles)
- 2014: Diabelska plansza Ouija (Ouija)
- 2015: Witajcie we wczoraj (Project Almanac)